# Gulden Kruispadbrug
Gulden Kruispadbrug (brug 1045) is een bouwkundig kunstwerk in Amsterdam-Zuidoost.
De combinatie van brug en viaduct uit de periode 1967-1971 met een overspanning van meer dan zestig meter en een breedte van 25 meter is gelegen in de Gooiseweg, die toen niet doorgetrokken werd richting Het Gooi, maar naar het hart van Amsterdam-Zuidoost. In die wijk ging de gemeente Amsterdam uit van gescheiden verkeersstromen. Bovenlangs voert de eerder genoemde Gooiseweg voor snelverkeer. Onderlangs loopt het voet- en fietspad Gulden Kruispad; een kilometers lang pad dat door de hele wijk slingert, dat hier vergezeld wordt door een afwateringstocht.
Brug 1045 is een ontwerp van Dirk Sterenberg van de Dienst der Publieke Werken, dat nog het brugnummer 3148 droeg. Hij kwam hier met een variant in een serie bruggen die hij voor de Bijlmermeer ontwierp, te herkennen aan de randplaten. De variatie zit in de robuuste brugpijlers en de daarop gelegen jukken die het wegdek ondersteunen. Alles is uitgevoerd in relatief grote betonvlakken, de brug vertoont gelijkenis met brug 1048 in dezelfde weg. Echter hier zijn de brugpijlers haast uitgevoerd in abstracte beeldhouwwerken; de jukken zijn ten opzichte van brug 1048 smal gehouden. De uiteinden van de jukken dragen de lantaarns.
De brug ging vanaf oplevering anoniem door het leven, alleen met de aanduiding brugnummer. In 2017 gaf de gemeente Amsterdam de brug haar naam, via het onderliggende pad een vernoeming naar een patriciërshuis in Beverwijk

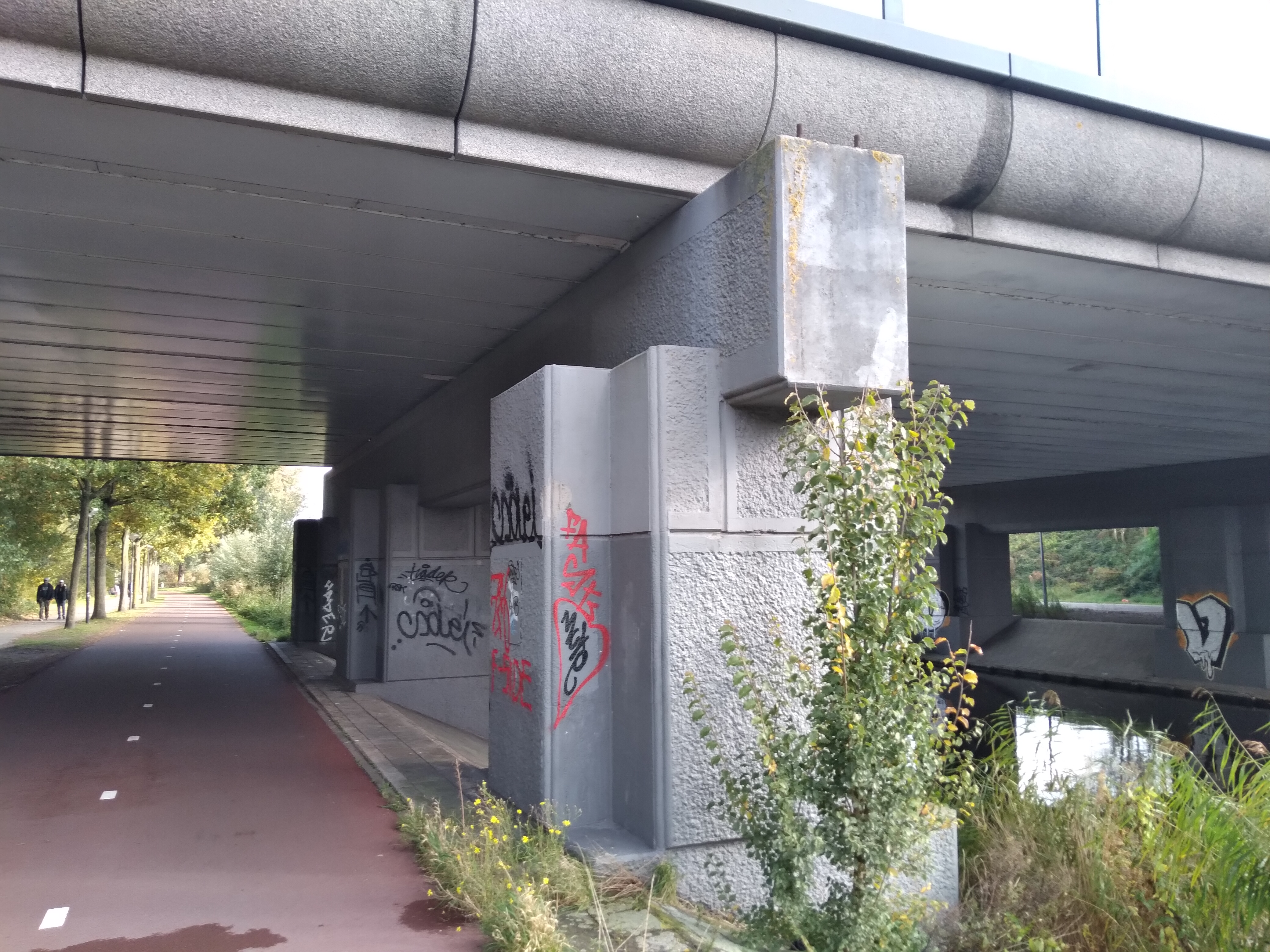
Brugpijlers en juk (oktober 2020)

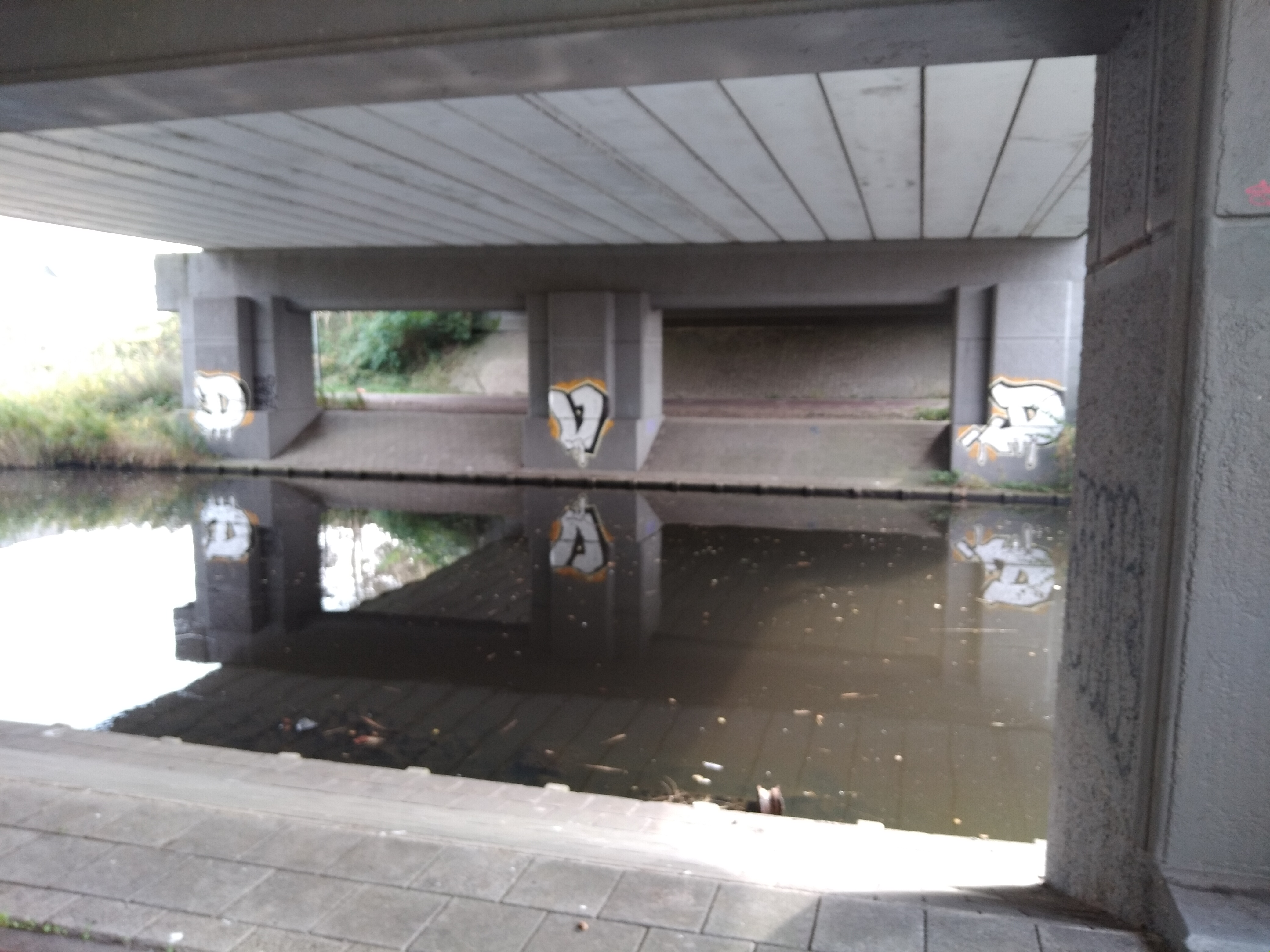
Brug 1045 van de onderzijde (oktober 2020)

<<< · 1000 · 1001 · 1002 · 1003 · 1004 · 1005 · 1006 · 1007 · 1008 · 1009 · 1010 · 1011 · 1012 · 1013 · 1014 · 1018 · 1028 · 1029 · 1030 · 1032 · 1033 · 1034 · 1035 · 1036 · 1037 · 1038 · 1039 · 1040 · 1041 · 1044 · 1045 · 1046 · 1048 · 1049 · 1050 · 1051 · 1062 · 1063 · 1064 · 1065 · 1066 · 1067 · 1076 · 1077 · 1078 · 1083 · 1090 · 1092 · 1093 · 1094 · 1095 · 1096 · 1097 · 1098 · 1099 · >>>
Brugnummers  1015, 1016, 1017, 1019, 1020, 1021, 1022, 1023, 1024, 1025, 1026, 1027, 1031, 1042, 1043, 1047, 1052/1053 (niet gebouwd), 1054, 1055, 1056, 1057, 1058, 1059, 1060, 1061, 1068, 1069-1075, 1079, 1080, 1081, 1082, 1084-1088, 1089 en 1091 (onbekend) zijn niet meer vergeven. De meesten daarvan zijn gesloopt in verband met sanering Zuidoost. Alle bruggen lagen en liggen in Zuidoost behalve bruggen 1000 en 1002.